# Còlon
El còlon, budell sacsoner o budell sacsonut és la part final de l'aparell digestiu en la majoria de vertebrats; extreu aigua i sals dels residus sòlids abans que siguin eliminats del cos.
En els mamífers, el còlon es compon de quatre seccions. El còlon ascendent, el còlon transvers, el còlon descendent i el còlon sigmoide. El còlon que va del cec fins a la flexura esplènica (la unió entre el còlon transvers i el descendent) també és conegut com a "còlon dret". La resta és conegut com a "còlon esquerre".

## Anatomia
La situació de les parts del còlon és o bé a la cavitat abdominal o al seu darrere, al retroperitoneu. En aquestes àrees el còlon té una ubicació fixa.
El subministrament arterial al còlon ve de branques de l'artèria mesentèrica superior (AMS) i l'artèria mesentèrica inferior (AMI). El flux entre aquests dos sistemes es comunica a través d'una artèria marginal que corre paral·lela al còlon al llarg de tota la seva extensió. Històricament s'ha cregut que l'arc de Riolan, o l'artèria mesentèrica divagant, és un vas variable que connecta l'AMS proximal a l'AMI proximal i que pot ser d'una importància capital si un dels dos vasos queda oclús. Tanmateix, estudis recents duts a terme amb una tecnologia d'imatgeria cada vegada millor han posat en dubte l'existència d'aquest vas, i alguns experts apel·len a l'abolició d'aquests termes de la literatura mèdica futura.
El drenatge venós sol reflectir el subministrament arterial colònic, amb la vena mesentèrica inferior que drena a la vena esplènica, i la vena mesentèrica superior que s'uneix a la vena esplènica per formar la vena porta, que entra al fetge.
El drenatge limfàtic del còlon sencer i els dos terços proximals del recta es fa als ganglis limfàtics paraaòrtics, que després drenen a la cisterna quilífera. La limfa del recte restant i l'anus pot o bé seguir la mateixa ruta, o bé drenar als ganglis ilíacs i inguinals superficials. La línia pectínea només marca de manera aproximada aquesta transició.

### Còlon ascendent
El còlon ascendent, situat a la banda dreta de l'abdomen, mesura uns 25 centímetres de llarg. És la part del còlon que va del cec a la flexura hepàtica (el viratge del còlon al costat del fetge). És retroperitoneal en la majoria d'humans. En els animals remugants pasturadors el cec es buida al còlon espiral. Anteriorment, està relacionat amb els enrotllaments de l'intestí prim, la vora dreta de l'epipló gran i la paret abdominal anterior. Posteriorment, està relacionat amb l'ilíac, el lligament iliolumbar, el quadrat lumbar, el múscul transvers de l'abdomen, el diafragma a l'extrem de l'última costella; els nervis laterals cutani, ilioinguinal i iliohipogàstric; les branques ilíaques dels vasos iliolumbars, la quarta artèria lumbar i el ronyó dret.
El còlon ascendent està innervat per fibres parasimpàtiques del nervi vague (CN X).
El subministrament arterial del còlon prové de l'artèria ileocòlica i l'artèria còlica dreta, ambdues branques de l'AMS. Mentre que l'artèria ileocòlica gairebé sempre està present, la còlica dreta pot estar absent en un 5-15% dels individus.

### Còlon transvers
El còlon transvers és la part del còlon que va de la flexura hepàtica fins a la flexura esplènica (el viratge del còlon al costat de la melsa). El còlon transvers penja de l'estómac, al qual està unit per una ampla banda de teixit anomenat epipló gran. Al costat posterior, el còlon transvers està connectat a la paret abdominal posterior per un mesenteri conegut com a mesocòlon transvers.
El còlon transvers està envoltat de peritoneu, i per consegüent és mòbil (a diferència de les parts del còlon immediatament anterior i posterior). Els càncers es formen més freqüentment més endavant a l'intestí gros, a mesura que els continguts esdevenen més sòlids (se n'elimina aigua) per tal de formar fems.
Els dos terços proximals del còlon transvers és perfòs per l'artèria còlica mitjana, una branca de l'artèria mesentèrica superior, mentre que el terç posterior és regat per branques de l'artèria mesentèrica inferior. L'àrea "divisòria" entre aquests dos regs sanguinis, que representa la divisió embriològica entre l'intestí mitjà i l'intestí distal, és una àrea sensible a la isquèmia.

### Còlon descendent
El còlon descendent és la part del còlon que va de la flexura esplènica fins al principi del còlon sigmoide. La funció del còlon descendent a l'aparell digestiu és emmagatzemar aliment que després serà buidat al recte. És retroperitoneal en dos terços dels humans. En l'altre terç, té un mesenteri (habitualment curt). El subministrament arterial prové de l'artèria còlica esquerra.

### Còlon sigmoide
El còlon sigmoide és la part de l'intestí gros que va després del còlon descendent i abans del recte. El nom "sigmoide" significa "en forma de S". Les parets del còlon sigmoide són musculars, i es contreuen per incrementar la pressió a l'interior del còlon, fent que els excrements es moguin cap al recte.
El subministrament de sang del còlon sigmoide ve de diverses branques (habitualment entre dues i sis) de les artèries sigmoides, una branca de l'AMI. L'AMI s'acaba com a artèria rectal superior.
La sigmoidoscòpia és una tècnica de diagnòstic habitual que es fa servir per examinar el còlon sigmoide.

### Còlon redundant
Una variació de l'anatomia normal del còlon es dona quan es forma un bucle addicional, resultant en un òrgan més llarg del normal. Aquesta condició, denominada "còlon redundant", típicament no té cap conseqüència directa important sobre la salut, tot i que rarament es pot produir vòlvul, provocant una obstrucció i requerint atenció mèdica immediata. Una conseqüència indirecta important sobre la salut és que l'ús d'un colonoscopi adult estàndard és difícil, i en alguns casos impossible, quan hi ha un còlon redundant, tot i que variants especialitzades de l'instrument (incloent-hi la varietat pediàtrica) resulten útils per resoldre aquest problema.

## Funció
L'intestí gros ve després de l'intestí prim al tracte digestiu, i mesura aproximadament 150 centímetres de llargada. Tot i que hi ha diferències en l'intestí gros d'un organisme a l'altre, l'intestí gros s'encarrega principalment d'emmagatzemar residus, recuperar aigua, mantenir l'equilibri hídric i absorbir algunes vitamines, com per exemple la vitamina K.
Quan el quim arriba a aquest tub, gairebé tots els nutrients i un 90% de l'aigua han estat absorbits pel cos. En aquest punt, encara queden alguns electròlits com per exemple el sodi, el magnesi i el clor, així com carbohidrat indigeribles coneguts com a fibra alimentària. A mesura que el quim es mou per l'intestí gros, se n'extreu la majoria de l'aigua restant, mentre el quim és mesclat amb mucositat i bacteris coneguts com a flora intestinal, i esdevé l'excrement. Els bacteris descomponen part de la fibra alimentària per alimentar-se i creen acetat, propionat i butirat com a residus, que són utilitzats al seu torn pel revestiment cel·lular del còlon per alimentar-se. L'intestí gros no produeix enzims digestius; la digestió química es completa a l'intestí prim, abans que el quim arribi a l'intestí gros. El pH del còlon varia entre 5,5 i 7 (entre lleugerament àcid i neutre).

## Patologia
Aquests són els trastorns i malalties més comuns del còlon:
- Angiodisplàsia del còlon
- Càncer colorectal
- Colitis
- Colitis pseudomembranosa
- Colitis ulcerosa i megacòlon tòxic
- Diarrea
- Diverticulitis
- Diverticulosi
- Dolor abdominal funcional crònic
- Ili paralític (dinàmic)
- Intussuscepció
- Malaltia de Crohn
- Malaltia de Hirschsprung (aganglionosi)
- Pòlip (medicina) (vegeu també Pòlip colorectal)
- Restrenyiment
- Síndrome de l'intestí irritable